# Économie du Nord-Pas-de-Calais
L'économie du Nord-Pas-de-Calais est caractérisée par une implantation ancienne de secteurs d'activité important tels l'agriculture et ses dérivés (activité brasicole dès le VIIIe siècle), le textile, et le commerce en raison de sa situation géographique. La révolution industrielle donna un essor considérable à ces activités traditionnelles, et la présence de charbon permit le développement d'une industrie lourde. Après la Seconde Guerre mondiale, les centres de recherche ne furent pas reconstruits pour éviter la destruction ou l'appropriation de découvertes en cas de conflit et d'une quatrième occupation par l'Allemagne de la région. La fin des Trente Glorieuses coïncide avec le déclin des houillères, qui alimentait en énergie l'industrie lourde de la région. Ces graves difficultés structurelles s'ajoutent à la crise économique : Des trois grands secteurs qui étaient les piliers de son économie, charbon, acier, textile, seuls les deux derniers subsistent encore tant bien que mal. La dernière mine de la région a fermé en décembre 1990 et la sidérurgie a été déplacée de la Sambre et du Valenciennois sur la côte à Dunkerque pour utiliser le minerai apporté des antipodes. La pétrochimie y est aussi installée. Le textile s'est spécialisé et automatisé, pour faire face à l'importation des grandes séries. Le secteur secondaire n'occupe plus que 33,8 % de la population active (28,9 % pour la France). Son raccordement à l'Europe du Nord-Ouest lui permet toutefois de bénéficier des retombées économiques de la mise en service du tunnel sous la Manche et des LGV (TGV).
Malgré un ancien retard, la région a connu une rapide tertiarisation (62,8 % des emplois). Cette croissance a permis de combler les retards en matière de formation scolaire et universitaire. Le développement régional peut s'appuyer sur des compétences fortes comme la vente par correspondance (la Redoute, 3 Suisses, Damart), la grande distribution (Auchan), les transports et la logistique. Avec sept universités, le potentiel formation-recherche est devenu considérable. Le développement et la diversification du secteur tertiaire s'appuient sur le réseau des villes moyennes et surtout sur la conurbation Lille-Roubaix-Tourcoing, qui concentre près de la moitié des services supérieurs de la région.

## Données générales

### Infrastructures
Favorisée par sa situation de jonction entre le Royaume-Uni, l'Irlande et le continent, le Nord de la France est une région d'échanges, un carrefour de communication entre l'Europe du Nord-Ouest, le reste du pays, l'Espagne et le Portugal. Historiquement les voies d'eau étaient privilégiées pour le commerce. La présence de trois grands ports de commerce en est l'une des conséquences : le port de Boulogne, le port de Calais (premier port pour le nombre de voyageurs transmanche), et le port autonome de Dunkerque (troisième port pour le trafic pondéreux minéralier). Les fleuves ont été canalisés pour servir au transport, 680 kilomètres de voies navigables (soit 10 % du réseau français) sont actuellement disponibles, dont 575 kilomètres utiles à la commercialisation. Les voies navigables de France envisage de remettre aux normes certains canaux comme le canal de Roubaix, pour le tourisme fluvial. La Région attend surtout les travaux de construction du canal Seine-Nord, qui reliera le réseau nordiste à celui de la Seine.
Le nombre d’autoroutes, suivant à la fois l’axe nord-sud (A1, A2) et l’axe du littoral vers l’intérieur (A25, A26, A27), canalise un trafic régional, interrégional et international considérable. D’importants aménagements sont en cours sur le littoral et sur le site du terminal du tunnel. Un plan routier et autoroutier (A16, rocade littorale) qui est par ailleurs source de vives polémiques, les accompagne. Bien que la région comprenne 6,6 % des autoroutes françaises (majoritairement gratuites), depuis 1970, un projet d'autoroute supplémentaire est envisagé avec l'A24 pour désengorger l'A1.
Le tunnel sous la Manche, ouvert en mai 1994, dont l'axe ferroviaire (navettes pour voitures et camions ; TGV et trains classiques) relie le Kent à Sangatte, près de Calais, même s'il concurrence en partie les ports français et belges, incite à l'intensification du trafic transmanche. La mise en service du TGV entre Paris, Lille et Arras jusqu'à Londres, Bruxelles, Amsterdam et la Rhénanie a considérablement raccourci les temps de parcours entre les grandes métropoles de l'Europe du Nord-Ouest, et doivent faire de Lille et du Nord une plaque tournante européenne.

### Acteurs institutionnels
- Public : Conseil régional du Nord-Pas-de-Calais, conseil général du Nord, conseil général du Pas-de-Calais, n intercommunalités, n Tribunaux de Commerce, n succursales de la Banque de France, Université Lille Nord de France
- Privé : 1 Chambre de commerce et d'industrie en 1714, 13 en 2006, mais en 2007 plusieurs projets de fusion sont annoncées afin de n'en conserver que 3 ou 4. n chambres des métiers
- Partenariat public/privé : 6 pôles de compétitivité qui sont :
  - Up Tex pour la filière textile (sur la zone de Roubaix, Cambrai et Calais),
  - Industrie du commerce (Lille Métropole),
  - Nutrition, Santé, Longévité (Lille),
  - Aquimer (anciennement filières produits aquatiques / filière halieutique) (Boulogne et Étaples),
  - I Trans pour le transport ferroviaire (Valenciennes et Lille Métropole)
  - Maud pour Matériaux et Applications pour une Utilisation Durable (anciennement Matériaux à usage domestique) (Lille Métropole, Valenciennes, Douai et Compiègne)

### Énergie
L'industrialisation de la région a été rendue possible par l'abondance de charbon, au sein d'un bassin minier qui s'étend de Lens à l'ouest jusqu'à Valenciennes à l'est, avec Douai comme siège des Houillères. Les mines ont permis à l'industrie de bénéficier d'énergie à bas coût. Cependant depuis 1980 la montée en puissance de la centrale nucléaire de Gravelines a compensé la fermeture des mines (1990 dernière mine) et a permis de disposer d'énergie en abondance. Le nucléaire fournit 87 % de la production d'électricité, dont 5 400 MW pour celle de Gravelines. En 2006, la consommation de la région s'élevait à 36,3 milliards de kWh pour une production de 45 milliards de kWh. De façon marginale à l'origine, l'éolien connaît actuellement un essor au sein de la région qui se hisse à la septième place avec 62 MW produit, et dont le potentiel offshore commence à être envisagé avec un objectif de 1 400 MW à terme.

### Emploi
| Secteur                          | Établissement | Salariés | Poids/Salariés France |
| -------------------------------- | ------------- | -------- | --------------------- |
| Transports                       | 5 489         | 49 078   | 6,2 %                 |
| Activités financières            | 4 726         | 29 165   | 5,0 %                 |
| Activités immobilières           | 4 344         | 12 390   | 3,8 %                 |
| Services aux entreprises         | 20 263        | 169 224  | 5,8 %                 |
| Services aux particuliers        | 26 181        | 57 205   | 4,6 %                 |
| Éducation, santé, action sociale | 29 998        | 102 515  | 7,0 %                 |
| Administration                   | 12 686        | 29 982   | 6,0 %                 |
| Total Services                   | 103 687       | 449 559  | 5,7 %                 |

## Secteur primaire: Pêche, Agriculture
La région a une image de région industrielle fortement peuplée, cependant une part importante du territoire est consacrée à l'agriculture (71 % de la surface de la région), le Pas-de-Calais étant plus rural que le Nord. La façade côtière a permis également l'émergence d'une activité halieutique fort ancienne (le Carnaval de Dunkerque rendait ainsi, à l'origine, hommage au départ des pêcheurs pour cinq mois en mer par un lancer de harengs du haut du beffroi). L'abondance de matières premières explique le développement d'une industrie agroalimentaire, dont certaines entreprises sont leaders dans leurs domaines.

### Pêche
La proximité de la mer du Nord a suscité l'essor d'une pêche industrielle concentrée à Boulogne-sur-Mer. La pêche régionale est depuis de nombreuses années en crise en raison de la baisse des quotas de pêche et petit à petit les ports régionaux se sont spécialisés dans un type d'activité. Ainsi Boulogne-sur-Mer est devenu le premier port français pour le volume des débarquements et le premier centre de transformation du poisson. Il existe cependant encore des petits ports de pêche comme Étaples à vocation régionale.
- Port de Boulogne-sur-Mer 
  - 1er port de pêche français en volume et en chiffre d'affaires jusqu'en 2004
  - 1er port de pêche français en volume et 2e en chiffre d'affaires (derrière Lorient) depuis 2005
  - Principal centre européen du traitement des produits de la mer

### Agriculture
Les industries, l'urbanisation et les autres contraintes n'ont pas étouffé l'agriculture. Le nombre d'exploitants est en constante diminution, ce qui permet d'assurer une forte productivité (avec un certain risque de fragilité cependant). Elle représente 3,9 % de la production nationale, et 15 % des effectifs salariés de l'industrie régionale.

#### Élevage
Bovins : Les principales races bovines représentées sont la blanc bleu belge et la bleue du Nord. Les exploitations d'élevage laitier et d'élevage à viande se concentrent dans l'Avesnois, le Boulonnais et la Thiérache et permettent d'alimenter 9 abattoirs régionaux.

Volaille : Avec près de 31 millions de vollailles en 2004, la région ne représente que 2 % de la production nationale. Les éleveurs se situent soit autour de la région de Licques, où 270 élevages de plein air bénéficient d'un label, soit en Flandre où 150 élevages de plein air sont regroupés sous le label Lionor, ou encore dans la vallée de la Lys, mais cette production labellisée ne constitue que 5 % de la production avicole (contre 16 % pour la moyenne nationale). La production de poulet industriel constitue près de 90 % de l'activité.

#### Culture
Les exploitations agricoles sont à la fois destinées à alimenter le secteur alimentaire traditionnel par le biais du Marché d'Intérêt National de Lomme (2e de France après celui de Rungis), mais aussi destinées à fournir l'importante industrie agro-alimentaire régionale. La Flandre intérieure se caractérise par des zones de polyculture intensive (avec élevage industriel), l'Artois et le Cambrésis par des zones de grande culture céréalière et betteravière. Les cultures légumières (chicons, petits pois, pommes de terre) se retrouvent sur l'ensemble du territoire. Néanmoins, l'agriculture souffre de la concurrence des producteurs belges et néerlandais voisins.
Céréale
Pomme de terre : la culture de la variété 'Bintje' dans la vallée de la Lys bénéficie d'une indication géographique protégée sous l'appellation « pomme de terre de Merville ».
Betterave : La production est liée à l'industrie sucrière régionale dont les concentrations successives ont amené en 2006 à la fusion des deux dernières entreprises. Aujourd'hui, cette production souffre de la libéralisation du marché mondial du sucre et de la baisse du prix garanti par la Politique agricole commune.
Chicon : La culture de l'endive remonte au milieu du XIXe siècle, mais c'est à partir de 1919 que sa production se développe autour de Camphin-en-Pévèle et s'intègre à la gastronomie régionale (endive à la flamande...). Après une baisse de consommation, les producteurs créent en 1980, le label « Perle du Nord » afin de promouvoir le légume, qui est devenu depuis le troisième légume le plus consommé en France. Sa production se concentre en Pévèle, Cambrésis et Vallée de la Lys.
- Production annuelle (2005) : 200 000 tonnes (dont 60 000 t de Perle du Nord) soit 80 % de la production française et 55 % de la production mondiale.

Houblon : La production est liée à l'industrie brassicole régionale (voir ci-dessous), et est concentrée en Flandre intérieure (visible le long de l'A25). La filière houblonnière dépend aujourd'hui d'une coopérative appelée Coophounord regroupant les neuf derniers producteurs pour une surface totale de production de 32 hectares. Ce déclin est dû à la concurrence de la production belge de la région du Westhoek (Poperinge)
Ail : Arleux

## Secteur secondaire: Industrie

### Secteurs en crise
La désindustrialisation recouvre des réalités très diverses. Auparavant produite à partir du charbon, l'électricité provient aujourd'hui pour 80 % de la centrale nucléaire de Gravelines. La multiplication des friches industrielles (10 000 ha) et la difficulté de supprimer les terrils traduisent le problème économique de la région.

#### Textile
Ancien pilier de l'économie régionale, le secteur connait de profondes difficultés : de 1993 à 2003, le textile et l'habillement ont perdu respectivement 37 % et 68 % de leurs emplois, avec une accélération du phénomène (30 500 salariés en 2002, 21 800 en 2005). Cependant en 2006, la région obtenait un pôle de compétitivité baptisé Up-Tex, qui a pour but de renforcer le secteur dans le domaine de niches d'activité, principalement les produits techniques. Le Centre des textiles innovants prévu à Roubaix en 2007 est le fer de lance du projet.

#### Métallurgie, sidérurgie
La disparition en 2003 de Metaleurop Nord, producteur de plomb et de zinc puis celle de la Comilog productrice de ferromanganèse à Boulogne-sur-mer (principal client du port de commerce avec plus de 50 % de l'activité du site avant la fermeture) l'année suivante montre la difficulté actuelle du secteur. Cependant le bassin dunkerquois résiste et continue d'investir, Alcan développe son usine d'aluminium de Loon-Plage, Arcelor la production d'acier à Mardyck, qui fournit en tôle la production automobile régionale. Le sort de l'industrie sidérurgique dépend de la négociation du prix de l'énergie négocié auprès d'EDF.

#### Chimie
Historiquement, la chimie nordiste s'est développée pour répondre aux besoins des houillères (carbochimie dès 1860, exploitation des gaz de houille), puis de l'industrie sidérurgique et textile. Les volumes de cette chimie de base (eau de Javel, sulfate de potassium, chlorure ferrique ou acide chlorhydrique) ont atteint des records en 2005, mais cela compense à peine la baisse de prix. La chimie fine à plus forte valeur ajoutée(pour la pharmacie ou la cosmétique) connait également des problèmes vis-à-vis de la concurrence mondiale, parfois moins confronté aux normes de la directive Seveso (27 sites dans le nord pour la chimie). Depuis 1990, aucune nouvelle implantation n'a eu lieu dans la région, mais certains des 149 sites de productions prospèrent (Roquette à Lestrem, Air liquide, Laboratoires Anios à Hellemmes ou AstraZeneca à Dunkerque). Toutefois malgré les difficultés, l'industrie chimique reste au deuxième rang en France pour l'importation et l'exportation de produits chimiques et parachimiques.

### Secteur en reconversion, développement et croissance

#### Automobile
Autrefois marginale, l'industrie automobile est devenue un acteur majeur de l'économie régionale : La politique de «réindustrialisation», amplifiée par les fonds structurels européens a permis depuis 1970 à l'industrie automobile de se doter d'une dizaine d'usines modernes pour des constructeurs comme Renault à Douai, PSA Peugeot Citroën et Fiat ou plus récemment Toyota à Onnaing, et leurs sous-traitants. Les embauches régulières constituent une exception dans le paysage industriel du Nord-Pas-de-Calais, où les effectifs fondent dans quasiment tous les secteurs.En 2002, 667 millions d'euros ont été investis par les différentes entreprises dans la région, pour une production de 820 000 véhicules. Ces investissements ont permis d'augmenter la production à 1 million de véhicules en 2005 (27 % de la production nationale). Les équipementiers qui représentent 32 000 emplois (soit plus que les constructeurs réunis) suivent les investissements des constructeurs, ainsi Toyota Boshôku, Toyotomi Kiko et Marui Sakana se sont implantés en 2005 après l'ouverture de l'usine Toyota, mais l'ouverture du marché aux pays d'Europe centrale rend difficile le maintien de la compétitivité dans un secteur où la baisse des coûts et l'innovation sont permanentes.

#### Ferroviaire
L'industrie ferroviaire (près de cent-cinquante entreprises comme Alstom à Petite-Forêt, Bombardier à Crespin, Arbel Fauvet Rail à Douai représentant environ 10 000 emplois directs ou indirects (soit 25 % des effectifs nationaux), notamment dans le Valenciennois avec 3 300 postes), est également en crise : cette activité qui représentait en 1990 près de 50 % de la production nationale est tombée, en 2000, à 30 % à cause des fermetures des sites Remafer en 1994, et Marly Industrie en 1995. L'implantation à Petite-Forêt du Centre d'essais ferroviaire, équipé d'un circuit de 9 km de voies, destiné à tester l'endurance et les performances des matériels urbains et suburbains, et celle du Centre technologique en transports terrestres (C3T) ne suffisent pas à compenser cette perte d'activité. Cependant l'implantation de l'agence ferroviaire européenne à Lille le 16 juin 2005 puis l'obtention du pôle de compétitivité I-Trans en 2006 (basé sur les industries du valenciennois et les écoles d'ingénieurs de Lille) devraient permettre de rallonger la boucle d'essai de Petite-Forêt de 25 km afin de la rendre compatible avec des essais à plus de 200 km/h. Parallèlement l'activité de rénovation des TGV basée à Hellemmes-Lille profite de l'agrandissement continu de la flotte de rames à grande vitesse.

### Agroalimentaire
À l'exception de la vigne, toutes les filières de l'agroalimentaire sont représentées dans la région, mais leurs situations sont contrastées.

### Brasserie
La tradition brassicole de la région remonterait à la domination romaine, puis Charlemagne lors de son passage à Valenciennes en 770 aurait mis en place la première réglementation brassicole en instaurant le monopole de la production aux monastères à l'origine des bières d'Abbaye, mais la trace effective la plus ancienne remonte en 967 avec la brasserie d'Esquermes. À partir du XIIIe siècle, les brasseries laîques apparaissent, la culture du Houblon s'intensifie durant les siècles suivants. Avec la révolution industrielle combinée aux travaux de Louis Pasteur à Lille (1876 : étude sur la bière), la région connaîtra un essor des brasseries : 1 386 brasseries en 1890 puis l'apogée avec 1929 brasseries en 1910 (soit plus de 66 % des brasseries françaises de l'époque). Une École de Brasserie voit le jour en 1890 et existe toujours aujourd'hui au sein de l'Institut Supérieur de l'agriculture de Lille qui continue à former maître brasseurs et goûteurs. Cependant, à la suite des destructions des deux guerres mondiales, puis de la lutte contre l'alcoolisme, le nombre de brasseries descend à 179 en 1957 pour atteindre aujourd'hui après faillites (la Brasserie Terken par exemple) ou rachats, Brasseries Motte-Cordonnier par Inbev), brasserie Heineken (site de 24 ha à Mons-en-Barœul, avec une production annuelle d'environ 3 millions hectolitres), le nombre de 25 (principalement des micro-brasseries):
- Nord : Brasserie d'Annœullin, Brasserie Au Baron, Brasserie Beck, Brasserie du Cambier, Brasserie La Choulette, Brasserie Duyck, Brasserie de Gayant, Brasserie Grain d'Orge, Brasserie Monceau Saint Vaast, Brasserie artisanale «Moulin d'Ascq», Brasserie de Saint-Amand, Brasserie Saint-Leu, Brasserie de Saint-Sylvestre, Brasserie Theillier, Brasserie Thiriez,
- Pas de Calais : Brasserie l'Atrébate-Créartois, Brasserie Audomaroise, Brasserie Castelain, Brasserie Jestin Créamanche, Brasserie Noyon, Brasserie Saint-Germain

### Industrie sucrière
La production régionale vise la transformation de la betterave en sucre et en alcool. Depuis de nombreuses années, les entreprises de la région se sont rassemblées, mais le mouvement s'est accéléré à partir de 1994. D'abord Les sucreries de Lillers fusionnent avec celles d'Attin et deviennent les Sucreries et Distilleries des Hauts de France (siège social à Lillers) regroupant 14 500 associés producteurs dans la région et en Picardie, puis en 2003 l'Union Sucre et Distillerie de l'Aisne (siège social à Origny-Sainte-Benoite) rachète Béghin-Say sucre (siège social à Lille) et devient Tereos (siège commercial à Lille et siège logistique à Origny Sainte Benoîte) le deuxième groupe mondial de la filière sucrière, enfin en 2006 Tereos et les Sucreries et Distilleries des Hauts de France fusionnent. La production d'Éthanol n'est pas envisagée dans la région : le groupe possède déjà une usine d'Éthanol dans l'Aisne et envisage la construction d'une seconde pour 2007 dans la Seine-Maritime.

### Conserverie et produits frais
Bonduelle, florette (entreprise normande leader sur laitue emballée) en Cambrésis

### Produits semi-fini
Levure, Amidon…

## Secteur tertiaire: Commerces et Services

### Logistique
Le secteur d'activité profite de la situation stratégique de la région, et de l'importante infrastructure de transport de la région. Le développement de ce secteur est lié à l'origine à celui de la distribution textile, puis industrielle et grande distribution (Hypermarchés et vente à distance). Aujourd'hui plus de vingt plates-formes multimodale sont implantées, elles combinent toutes un accès à au moins deux réseaux ; par exemple à Dunkerque port et autoroute, à Lesquin aérien et autoroute, Lomme rail et autoroute, Dourges rail autoroute et voies fluviales... Le fret routier, malgré un contexte difficile pour les entreprises régionales, continue de se développer, et reste en 2005 le mode de transport dominant avec 95 millions de tonnes transportées, contre 42,5 millions de tonnes pour le rail (1re région française de fret ferroviaire), et 55 787 tonnes pour l'aérien. Le fret maritime profite de la mise en place de l'autoroute de la mer qui relie Santander (espagne) à Drammen (Norvège), avec la façade marimime régionale comme escale malgré l'attrait de ports plus importants que sont Zeebruges, Anvers et Rotterdam. Les ports fluviaux (20 ports) connaissent un nouveau départ depuis 2000 avec une croissance de 22 % en volume jusqu'en 2005 (soit 2 % du total transporté dans la région). Le port de Lille et celui de Béthune ont inauguré de nouveaux terminaux de conteneurs en 2004, mais c'est la plateforme trimodale de Dourges inaugurée en 2003 qui connaît la plus forte croissance, en attendant 2012 et l'inauguration de la liaison Seine-Nord.
|            | Passagers    | Poids lourds |
| ---------- | ------------ | ------------ |
| Ferries    | 15 millions  | 1,73 million |
| Eurotunnel | 7,8 millions | 1,29 million |
| Eurostar   | 7,8 millions |              |

|                  | Trafic de marchandises           | Classement |
| ---------------- | -------------------------------- | --- |
| Dunkerque        | 53,4 millions de tonnes (2005)   | 1er port sidérurgique français, 1er port en marchandises sèches français, 3e port de commerce français              |
| Calais           | 38,3 millions de tonnes (2005)   | 1er port de voyageurs de l'Europe continentale avec plus de 13,7 millions de voyageurs 4e port de commerce français |
| Boulogne-sur-mer | 0,85 million de tonnes (2005)    | 21e port de commerce français                                                                                       |
| Lille            | 6,7 millions de tonnes en (2002) | 3e port intérieur de commerce français                                                                              |

### Commerce
- Commerces de détail
- Grande distribution :
En 2004, avec 977 magasins généralistes dont 66 hypermarchés et 358 hard discounters, la région était l'une des régions les plus équipées de France, depuis les ouvertures ont continué. La raison principale est la présence de longue date d'enseignes qui ont été créées dans la région et dont les sièges sociaux y sont restés ; la plus ancienne est « Docks du Nord » (aujourd'hui connue sous le nom de Match) née à La Madeleine en 1934 par un membre de la famille Delhaize, grande famille du monde de la distribution belge, mais depuis les années 1960, c'est surtout les créations de la famille Mulliez qui a modifié le paysage avec des enseignes généralistes comme le groupe Auchan, mais aussi spécialisés comme Décathlon par exemple. Si les différentes sociétés de la famille Mulliez devenaient un groupe, celui-ci serait le premier employeur de la région avec plus de 14 000 employés.
- Vente par correspondance/Vente à distance :
Berceau de la vente à distance, les entreprises de la région représentent 80 % du chiffre d'affaires du secteur, et 55 % des emplois en 2004. L'essor de ces entreprises est dû à l'origine à la proximité des usines des fournisseurs textiles (ou simplement à la reconversion d'industrie textile) combinée à l'importance du réseau logistique créé pour l'industrie. La ville de Roubaix et ses environs constitue le cœur de cette activité avec la présence des sièges sociaux de La Redoute, des 3 Suisses, de la Blancheporte ou encore de Quelle France.

### Santé
CHRU est le premier employeur de la région.